# 吕克瑟勒
吕克瑟勒（瑞典語：Lycksele）是瑞典西博滕省吕克瑟勒市镇的城镇及该市镇的行政中心。